# Акчатауський рудник
Акчатауський рудник — колишнє підприємство гірничорудної промисловості у Карагандинській області Казахстану, яке здійснювало розробку рідкометального родовища Акчатау.
Родовище відкрили в 1936-му та ввели в експлуатацію вже у 1941-му. Первісно видобуток провадився відкритим способом, після чого перейшли до підземних робіт. У процесі відпрацювання родовища спорудили шахти «Капітальна», «Центральна», які в підсумку були пройдені до глибини у 170 та 230 метрів, а також «сліпу» шахту «Нова», пройдену з горизонту 170 до горизонту 230 метрів.
Рудник мав власну збагачувальну фабрику, яка продукувала вольфрамовий та молібденовий концентрати.
Необхідна для роботи рудника вода постачалася з розташованої за три з половиною десятки кілометрів долини Жаманші, де воду видобували з підземних горизонтів під руслом тимчасового (весняного) водотоку.
Рудник належав до складу Акчатауського гірничо-збагачувального комбінату, який на тлі краху планової економіки збанкрутував у 1996 році, при цьому видобуток на родовищі Акчатау зупинився в 1994-му. На той час ще не вилученими вважалися близько двох третин балансових запасів, проте через нерентабельність розробки всі їх перевели в позабалансові.